# Louis Guérin
Louis Guérin   (Saint-Hilaire-de-Chaléons, 7 de setembre de 1766 - 1795) durant la batalla de Saint-Cyr-en-Talmondais el 1795, fou un soldat francès i un cap vendeà.

## Biografia
Louis Guérin va exercir la professió de comerciant d'aviram en l'inici de la revolta de La Vendée. Amb els seus dos germans, es va unir als insurgents del país de Retz i va participar en els combats a Pornic. Es distingí al juny, a la batalla de Nantes. Es converteix en el tinent ajudant de Louis-François Ripault de La Cathelinière. Tot i això, s'oposa a la tàctica del seu líder durant les columnes infernals d'amagar-se al bosc i evitar el combat. Obligat pels seus homes a reprendre la lluita, La Cathelinière va ser capturat, i després guillotinat pels republicans el març de 1794.
Louis Guérin el va succeir al capdavant de la divisió del país de Retz. A diferència del seu superior que mostrava un esperit molt independent, Guérin es va unir a Charette, a qui va reconèixer com a líder.
Amic de Charette, va signar el tractat de La Jaunaye al mateix temps que el 1795, abans de prendre les armes de nou sota les seves ordres. Louis Guérin fou mort finalment a la batalla de Saint-Cyr-en-Talmondais el 25 de setembre de 1795.

## Mirades contemporànies
| « | <"Però de totes les pèrdues (a la batalla de Saint-Cyr), la més sensible i sens dubte la més irreparable va ser la del valent Louis Guérin. Per coratge, i puc dir per talent, va ser llavors el primer a l'exèrcit; unint la confiança del general i la de tots els soldats, la seva sola presència va redoblar el nostre coratge; era entre els valents que es trobaria en l'avantguarda quan el tenia al cap i de tots els oficials que ell només sabia ordenar en un exèrcit que ell manava: si les seves disposicions naturals haguessin estat secundat per l'educació, hauria estat el general en cap; tothom l'estimava. M. Charette l'havia convertit en el seu confident i de tots els amics que va triar successivament, era l'únic digne de ser-ho. Tot i estar sincerament vinculat al seu general, sempre va tenir el coratge de fer-li repressions; M. Charette hauria estat millor si hagués tingut diversos amics tan francs com Guérin." | » |

- Pierre-Suzanne Lucas de La Championnière -